# JavaScript Style Sheets
JavaScript Style Sheets (JSSS) — язык таблиц стилей, представленный и предложенный Netscape Communications в 1996 году для того, чтобы обеспечить наилучшие возможности для оформления интернет-страниц. Эта технология задумывалась как альтернатива CSS.
Несмотря на то, что Netscape Communications представила разработку W3C, технология так и не была введена в стандарт и не получила широкого распространения на рынке браузеров. Только Netscape Communicator 4 реализовал JSSS, а его соперник Internet Explorer не стал реализовывать технологию в своём продукте. Но вскоре после выхода Netscape Communicator 1997 года Netscape прекратил продвижение своей технологии и стал фокусироваться над стандартным CSS, который поддерживался и Internet Explorer, и имевший гораздо большую популярность в веб-индустрии.
В последующей версии Netscape, 6, была прекращена поддержка JSSS. На текущий момент проект имеет историческое состояние, а веб-разработчики, обычно не знают о его существовании. В стандарт W3C он так и не вошёл.

## Синтаксис
Используя код JavaScript в качестве таблицы стилей, JSSS стилизует отдельный элемент, изменяя свойства объекта document.tags. Например, CSS:
```
h1
 
{
 
font-size
:
 
20
pt
;
 
}

```

эквивалентен JSSS:
```
document
.
tags
.
H1
.
fontSize
 
=
 
"20pt"
;

```

Имена элементов JSSS чувствительны к регистру.
В JSSS отсутствуют различные функции CSS-селекторов, поддерживаются только простые селекторы имён тегов, классов и идентификаторов. С другой стороны, поскольку он написан с использованием полного языка программирования, таблицы стилей могут включать в себя очень сложные динамические вычисления и условную обработку. (На практике, однако, это может быть достигнуто как динамический CSS с помощью JavaScript для изменения таблиц стилей, применимых к документу во время выполнения.) Из-за этого JSSS часто использовался при создании DHTML.

## Пример
```
<
style
 
type
=
"text/javascript"
>

tags
.
H1
.
color
 
=
 
"red"
;

tags
.
p
.
fontSize
 
=
 
"20pt"
;

with
 
(
tags
.
H3
)
 
{

    
color
 
=
 
"green"
;

}

with
 
(
tags
.
H2
)
 
{

    
color
 
=
 
"red"
;

    
fontSize
 
=
 
"16pt"
;

    
marginTop
 
=
 
"4cm"
;

}

<
/style>

```

Подобно каскадным таблицам стилей, JSSS можно использовать в теге <style>.